# Патерсон Џозеф
Патерсон Д. Џозеф (22. јун 1964) је британски телевизијски и филмски глумац.
Џозеф је најпознатији по улози Веса Лејтона у серији Ред и закон: Велика Британија.